# Nicolás Ortiz
Nicolás Patricio Ortíz Vergara (n. Santiago, Chile, 6 de abril de 1984) es un exfutbolista chileno.

## Clubes
| Club                 | País  | Año       |
| -------------------- | ----- | --------- |
| Santiago Morning     | Chile | 2004-2007 |
| Coquimbo Unido       | Chile | 2008      |
| San Marcos de Arica  | Chile | 2009      |
| Coquimbo Unido       | Chile | 2010-2011 |
| Unión La Calera      | Chile | 2012      |
| Deportes Iquique     | Chile | 2013-2014 |
| Deportes Antofagasta | Chile | 2014-2015 |
| Unión La Calera      | Chile | 2015-2017 |
| Barnechea            | Chile | 2017-2021 |

## Títulos

### Campeonatos nacionales
| Título     | Club             | País  | Año     |
| ---------- | ---------------- | ----- | ------- |
| Copa Chile | Deportes Iquique | Chile | 2013-14 |